# Políxena
Políxena (en grec antic Πολυξένη) era, segons la mitologia grega, una de les filles de Príam i Hècuba. Se la considera la més jove de totes.
La Ilíada no en parla, però sí diverses epopeies posteriors. La seva història està relacionada amb la llegenda d'Aquil·les, i s'expliquen diverses tradicions sobre la seva trobada amb l'heroi. Una diu que Políxena era a la font quan Troilos abeurava el seu cavall. Va aparèixer Aquil·les, que perseguia Troilos, i el va matar. Políxena es va escapar, no sense haver despertat l'amor en Aquil·les. Una altra versió deia que Políxena, amb Andròmaca i Príam havia anat a la tenda d'Aquil·les a reclamar el cos d'Hèctor. Com que l'heroi es mostrava insensible als precs del pare i de la vídua del seu enemic, Políxena es va oferir a quedar-se com esclava amb ell, i el va entendrir. Aquesta versió va relacionada amb la de la "traïció" d'Aquil·les. L'heroi va oferir a Príam, per obtenir la mà de Políxena, abandonar els grecs i tornar a la seva pàtria, o bé lluitar al costat dels troians. L'acord s'havia de segellar al temple d'Apol·lo Timbreu. En una trobada nocturna amb Aquil·les, Políxena aconsegueix que li digui el seu punt feble. L'endemà mateix li explica al seu germà Paris, que, amagat darrere de l'estàtua del déu, li va disparar la fletxa que el va matar.
Després del saqueig de Troia, segons una tradició, va ser decapitada davant la tomba d'Aquil·les pel fill d'aquest, Neoptòlem, igual que el seu pare el rei de Troia, Príam. Aquesta versió la segueixen els poetes tràgics, especialment Eurípides, que comenta que el sacrifici tenia per objecte propiciar una travessia sense problemes a les naus gregues de retorn a la pàtria. Una altra versió deia que Políxena havia estat ferida per Diomedes i Odisseu, durant l'assalt a Troia, i que va morir per les seves ferides. Neoptòlem li va donar sepultura.